# Ivari Padar
Ivari Padar (Võru, 12 marzo 1965) è un politico estone, esponente del Partito Socialdemocratico ed europarlamentare dal 2009.

## Biografia
Nato a Võru, Padar lavorò come carpentiere e maestro elementare, per poi dedicarsi alla politica. Dopo aver aderito al Partito Socialdemocratico, venne assunto al Ministero delle Finanze, dove rimase fino al 1997.
Nel 1999 il primo ministro Mart Laar lo nominò ministro dell'Agricoltura e Padar mantenne l'incarico fino al 2002, quando si insediò il governo presieduto da Siim Kallas. Dopo aver lasciato il governo, Padar entrò nel consiglio comunale di Võru e in seguito divenne presidente del partito. Nel 2003 fu eletto deputato al Riigikogu e l'anno successivo risultò eletto anche al Parlamento europeo, ma decise di rifiutare il seggio.
Nel 2007 fu rieletto al Riigikogu e nello stesso anno entrò a far parte del secondo governo Ansip come ministro delle Finanze. Nel 2009 lasciò la presidenza del partito e poco dopo uscì anche dal governo insieme agli altri colleghi socialdemocratici, in conflitto con gli altri due partiti che formavano la coalizione.
A giugno dello stesso anno, Padar venne eletto eurodeputato e questa volta decise di accettare. Al Parlamento europeo entrò a far parte dell'Alleanza Progressista dei Socialisti e dei Democratici.
Ivari Padar è cugino del judoka Martin Padar.